# Génétique mendélienne
La génétique mendélienne est la partie de la génétique dont la transmission des caractères, d'une génération à la suivante, chez les êtres sexués, animaux ou végétaux, suit les lois de Gregor Mendel. Il existe en effet des caractères ou des gènes transmis qui ne suivent pas ces lois, par exemple les ADN mitochondriaux.